# Список претендентів на 88-му премію «Оскар» за найкращий фільм іноземною мовою

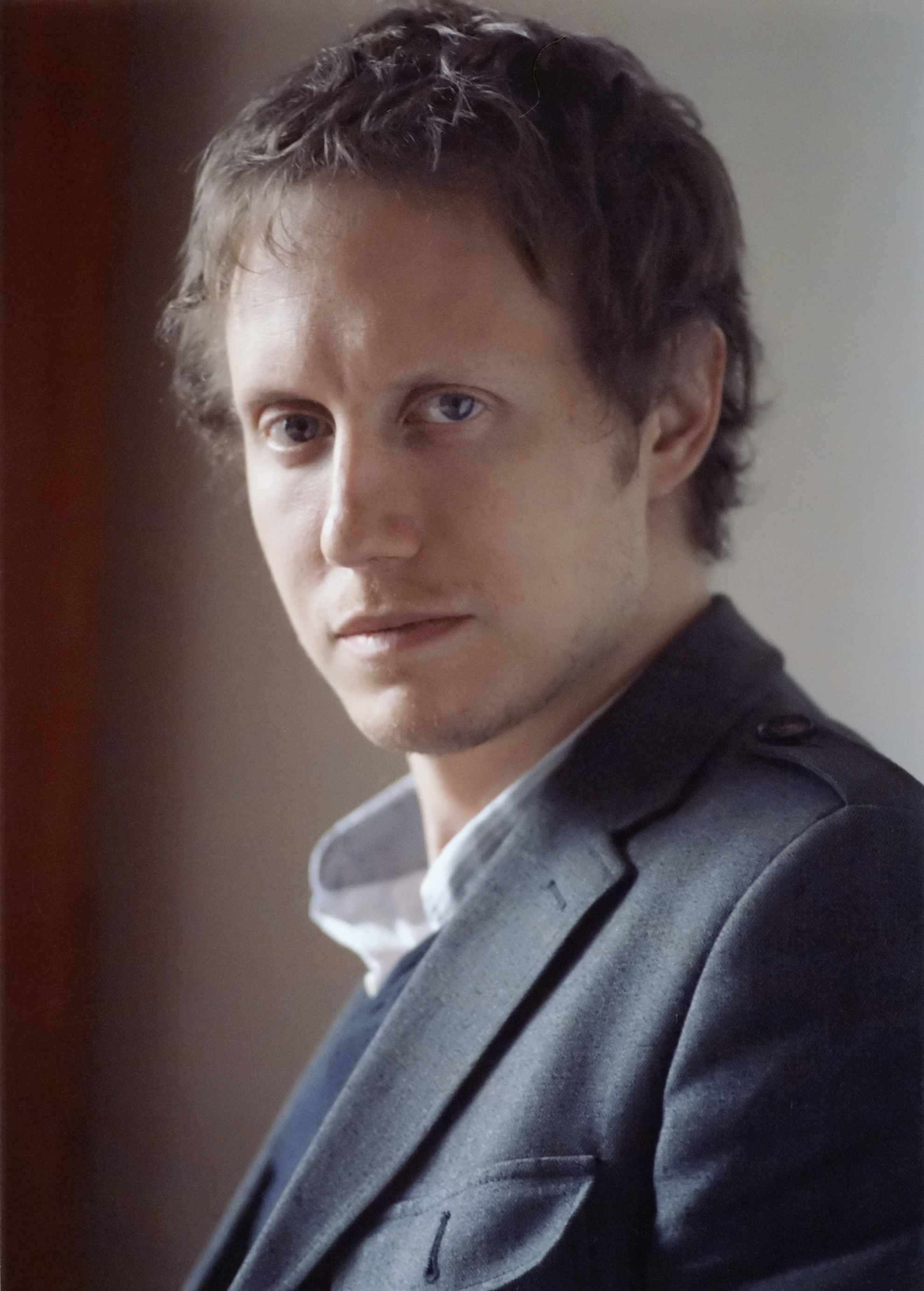
Угорський режисер Ласло Немеш отримав премію «Оскар» за найкращий фільм іноземною мовою — «Син Саула».

Премія «Оскар»
<< Попер. список • Наст. список >>
Це — список фільмів, висунутих на 88-му премію «Оскар» за найкращий фільм іноземною мовою. З моменту створення категорії в 1956 році Академія кінематографічних мистецтв і наук щороку запрошує кіноіндустрії різних країн для висунення їхніх найкращих фільмів на премію «Оскар». Нагорода щорічно вручається Академією повнометражному фільму, виробленому за межами США переважно неанглійською мовою. Оскарівський комітет спостерігає за процесом і розглядає всі висунуті фільми.
Висунуті фільми повинні були вийти в кінопрокат (щонайменше сім днів комерційного показу) в першу чергу у своїх країнах в період з 1 жовтня 2014 року до 30 вересня 2015 року. Термін подачі заявок закінчився 3 жовтня 2015 року.
У кінці жовтня 2015 року Академія оголосила кінцевий список допущених фільмів. Загалом 81 країна висунула свої фільми на премію «Оскар» за найкращий фільм іноземною мовою, з яких Парагвай з документальною стрічкою «Похмура погода» режисерки Арамі Уллон зробив це вперше.
17 грудня 2015 року був оприлюднений шорт-лист з дев'яти фільмів. 14 січня 2016 року були оголошені п'ять номінантів: «Війна» (Данія), «Мустанг» (Франція), «Обійми змія» (Колумбія), «Син Саула» (Угорщина), «Тіб» (Йорданія). 28 лютого 2016 року на церемонії вручення премії «Оскар» був оголошений переможець у категорії «найкращий фільм іноземною мовою» — «Син Саула» режисера Ласло Немеша.

## Висунуті фільми
| Країна                   | Фільм                                    | Оригінальна назва                                    | Мова(-и)                                                              | Режисер(и) | Результат                | Дж            |
| ------------------------ | ---------------------------------------- | ---------------------------------------------------- | --------------------------------------------------------------------- | --- | ------------------------ | ------------- |
| Австралія                | Стріли Громового дракона                 | Arrows of the Thunder Dragon                         | дзонг-ке                                                              | Грег Снеддон                                                                                                  | Не номінований           | [ 12 ]        |
| Австрія                  | Я бачу, я бачу                           | Ich seh, ich seh                                     | німецька                                                              | Вероніка Франц, Северин Фіала                                                                                 | Не номінований           | [ 13 ]        |
| Албанія                  | Бота                                     | Bota                                                 | албанська                                                             | Айріс Елезі, Томас Логореці                                                                                   | Не номінований           | [ 14 ]        |
| Алжир                    | Сутінки тіней                            | غروب الظلال                                          | арабська                                                              | Мохаммед Лахдар-Хаміна                                                                                        | Не номінований           | [ 4 ]         |
| Аргентина                | Клан                                     | El Clan                                              | іспанська                                                             | Пабло Траперо                                                                                                 | Не номінований           | [ 15 ]        |
| Афганістан               | Утопія                                   | آرمان شهر                                            | дарі, гінді, англійська                                               | Хассан Назер                                                                                                  | Не номінований           | [ 4 ] [ 16 ]  |
| Бангладеш                | Історія Джалала                          | জালালের গল্প                                             | бенгальська                                                           | Абу Шагед Емон                                                                                                | Не номінований           | [ 17 ]        |
| Бельгія                  | Надновий заповіт                         | Le Tout Nouveau Testament                            | французька                                                            | Жако ван Дормель                                                                                              | Шорт-лист                | [ 18 ] [ 19 ] |
| Болгарія                 | Суд                                      | Съдилището                                           | болгарська                                                            | Стефан Командарев                                                                                             | Не номінований           | [ 20 ]        |
| Боснія і Герцеговина     | Наше щоденне життя                       | Naša svakodnevna priča                               | боснійська                                                            | Інес Танович                                                                                                  | Не номінований           | [ 21 ]        |
| Бразилія                 | Коли вона повернеться?                   | Que horas ela volta?                                 | португальська                                                         | Анна Майлаерт                                                                                                 | Не номінований           | [ 22 ]        |
| Велика Британія          | Під покровом молочного лісу              | Under Milk Wood                                      | валлійська                                                            | Кевін Аллен                                                                                                   | Не номінований           | [ 23 ]        |
| Венесуела                | Віднесені річкою                         | Dauna. Lo que lleva el río                           | іспанська                                                             | Маріо Креспо                                                                                                  | Не номінований           | [ 24 ]        |
| В'єтнам                  | Джекпот                                  | Trúng số                                             | в'єтнамська                                                           | Дастін Нгуен                                                                                                  | Не номінований           | [ 25 ]        |
| Гватемала                | Ішканул                                  | Ixcanul                                              | іспанська                                                             | Хайро Бустаманте                                                                                              | Не номінований           | [ 26 ]        |
| Гонконг                  | Прийти першим                            | 破風                                                 | мандаринська                                                          | Данте Лам | Не номінований           | [ 27 ]        |
| Греція                   | Ксенія                                   | Ξενία                                                | грецька                                                               | Панос Коутрас                                                                                                 | Не номінований           | [ 28 ]        |
| Грузія                   | Мойра                                    | მოირას                                               | грузинська                                                            | Леван Тутберідзе                                                                                              | Не номінований           | [ 29 ]        |
| Данія                    | Війна                                    | Krigen                                               | данська                                                               | Тобіас Ліндгольм                                                                                              | Номінація                | [ 9 ] [ 30 ]  |
| Домініканська Республіка | Піщані долари                            | Dólares de Arena                                     | іспанська                                                             | Лаура Амелія Гузман, Ізраель Карденас                                                                         | Не номінований           | [ 31 ]        |
| Естонія                  | 1944                                     | 1944                                                 | естонська                                                             | Елмо Нюганен                                                                                                  | Не номінований           | [ 32 ]        |
| Ефіопія                  | Ягня                                     | Lamb                                                 | амхарська                                                             | Яред Зелеке                                                                                                   | Не номінований           | [ 33 ]        |
| Ізраїль                  | Баба Джун                                | באבא ג'ון                                            | перська                                                               | Юваль Делшад                                                                                                  | Не номінований           | [ 34 ]        |
| Індія                    | Суд                                      | Court                                                | маратхі                                                               | Чайтанья Тамгане                                                                                              | Не номінований           | [ 35 ]        |
| Ірак                     | Спогади на камені                        | Bîranînen li ser kevirî                              | курдська                                                              | Шавкат Амін Коркі                                                                                             | Не номінований           | [ 36 ]        |
| Іран                     | Магомет — посланець Бога                 | محمد رسول‌الله                                        | перська                                                               | Маджід Маджіді                                                                                                | Не номінований           | [ 37 ]        |
| Ірландія                 | Віва                                     | Viva                                                 | іспанська                                                             | Педді Бретнек                                                                                                 | Шорт-лист                | [ 19 ] [ 38 ] |
| Ісландія                 | Барани                                   | Hrútar                                               | ісландська                                                            | Ґрімур Хаконарсон                                                                                             | Не номінований           | [ 39 ]        |
| Іспанія                  | Квіти                                    | Loreak                                               | баскійська                                                            | Хон Гараньо, Хосе Марі Гоенага                                                                                | Не номінований           | [ 40 ]        |
| Італія                   | Не будь злим                             | Non essere cattivo                                   | італійська                                                            | Клаудіо Калігарі                                                                                              | Не номінований           | [ 41 ]        |
| Йорданія                 | Тіб                                      | ذيب‎                                                  | арабська                                                              | Наджі Абу Новар                                                                                               | Номінація                | [ 9 ] [ 42 ]  |
| Казахстан                | Мандрівник                               | Жат                                                  | казахська                                                             | Ермек Турсунов                                                                                                | Не номінований           | [ 43 ]        |
| Камбоджа                 | Остання плівка                           | ដុំហ្វីលចុងក្រោយ                                            | кхмерська                                                             | Кулікар Созо                                                                                                  | Не номінований           | [ 44 ]        |
| Канада                   | Фелікс і Мейра                           | Félix et Meira                                       | французька, їдиш                                                      | Максім Жіру                                                                                                   | Не номінований           | [ 45 ]        |
| Киргизстан               | Сутак                                    | Сутак                                                | киргизька                                                             | Мірлан Абдикаликов                                                                                            | Не номінований           | [ 46 ]        |
| КНР                      | Забирайся, пан Пухлина!                  | 滚蛋吧！肿瘤君                                       | мандаринська                                                          | Хань Ян | Не номінований           | [ 47 ]        |
| Колумбія                 | Обійми змія                              | El abrazo de la serpiente                            | іспанська                                                             | Сіро Герра | Номінація                | [ 9 ] [ 48 ]  |
| Косово                   | Батько                                   | Babai                                                | албанська                                                             | Вісар Моріна                                                                                                  | Не номінований           | [ 49 ]        |
| Коста-Рика               | В'язні                                   | Presos                                               | іспанська                                                             | Естебан Рамірез                                                                                               | Не номінований           | [ 50 ]        |
| Кот-д'Івуар              | Ран                                      | Run                                                  | французька                                                            | Філіпп Лакот                                                                                                  | Не номінований           | [ 51 ]        |
| Латвія                   | Модріс                                   | Modris                                               | латиська                                                              | Юріс Курсіетіс                                                                                                | Не номінований           | [ 52 ]        |
| Литва                    | Літо Сангайле                            | Sangailės vasara                                     | литовська                                                             | Аланте Каваіте                                                                                                | Не номінований           | [ 53 ]        |
| Ліван                    | Порожнеча                                | وينن                                                 | арабська                                                              | Тарек Коркомаз, Зейна Маккі, Джад Бейрауфай, Крістелль Ігніадес, Марія Абдель Керім, Салім Габр, Наджі Бехара | Не номінований           | [ 54 ]        |
| Люксембург               | Самотня дитина                           | Baby (a)lone                                         | люксембурзька                                                         | Донато Ротунно                                                                                                | Не номінований           | [ 55 ]        |
| Північна Македонія       | Медова ніч                               | Медена ноќ                                           | македонська                                                           | Іво Трайков                                                                                                   | Не номінований           | [ 56 ]        |
| Малайзія                 | Чоловіки, які рятують світ               | Lelaki Harapan Dunia                                 | малайська                                                             | Сенг Тат Лью                                                                                                  | Не номінований           | [ 57 ]        |
| Марокко                  | Аїда                                     | عايدة                                                | арабська                                                              | Дрісс Мріні                                                                                                   | Не номінований           | [ 58 ]        |
| Мексика                  | 600 миль                                 | 600 Millas                                           | іспанська                                                             | Габріель Ріпштейн                                                                                             | Не номінований           | [ 59 ]        |
| Непал                    | Талакюнг проти Тулке                     | टलकजंग भर्सेस टुल्के                                       | непальська                                                            | Нішал Баснет                                                                                                  | Не номінований           | [ 60 ]        |
| Нідерланди               | Райська сюїта                            | The Paradise Suite                                   | болгарська, французька, нідерландська, шведська, сербська, боснійська | Йост ван Гінкель                                                                                              | Не номінований           | [ 61 ]        |
| Німеччина                | У лабіринті мовчання                     | Im Labyrinth des Schweigens                          | німецька                                                              | Джуліо Річчіареллі                                                                                            | Шорт-лист                | [ 19 ] [ 62 ] |
| Норвегія                 | Хвиля                                    | Bølgen                                               | норвезька                                                             | Роар Утхауг                                                                                                   | Не номінований           | [ 63 ]        |
| Пакистан                 | Мати                                     | ماں                                                  | урду, пушту                                                           | Джамі | Не номінований           | [ 64 ]        |
| Палестина                | 18 розшукуваних                          | The Wanted 18                                        | арабська                                                              | Пол Кауен, Амер Шомалі                                                                                        | Не номінований           | [ 65 ]        |
| Панама                   | Скринька 25                              | Caja 25                                              | іспанська                                                             | Мерседес Аріас, Делфіна Відаль                                                                                | Немає в кінцевому списку | [ 4 ] [ 66 ]  |
| ПАР                      | Ми удвох                                 | Thina Sobabili                                       | зулу                                                                  | Ернест Нкосі                                                                                                  | Не номінований           | [ 67 ]        |
| Парагвай                 | Похмура погода                           | El tiempo nublado                                    | іспанська                                                             | Арамі Уллон                                                                                                   | Не номінований           | [ 68 ]        |
| Перу                     | Невідомий                                | NN                                                   | іспанська                                                             | Гектор Гальвес                                                                                                | Не номінований           | [ 69 ]        |
| Південна Корея           | Садо                                     | 사도                                                 | корейська                                                             | Лі Чжун Ік | Не номінований           | [ 70 ]        |
| Польща                   | 11 хвилин                                | 11 Minut                                             | польська                                                              | Єжи Сколімовський                                                                                             | Не номінований           | [ 71 ]        |
| Португалія               | Тисяча й одна ніч: Частина 2 — Залишені  | As Mil e Uma Noites: Volume 2, O Desolado            | португальська                                                         | Мігель Гоміш                                                                                                  | Не номінований           | [ 72 ]        |
| Росія                    | Сонячний удар                            | Солнечный удар                                       | російська                                                             | Микита Михалков                                                                                               | Не номінований           | [ 73 ]        |
| Румунія                  | Браво!                                   | Aferim!                                              | румунська                                                             | Раду Жуде | Не номінований           | [ 74 ]        |
| Сербія                   | Анклав                                   | Енклава                                              | сербська                                                              | Горан Радованович                                                                                             | Не номінований           | [ 75 ]        |
| Сінгапур                 | 7 листів                                 | 7 Letters                                            | малайська, гоккін, мандаринська, малаялам                             | Джунфенг Бу, Ерік Ху, Джек Нео, К. Раджагопал, Тан Пін Пін, Ройстон Тан, Келвін Тонг                          | Не номінований           | [ 76 ]        |
| Словаччина               | Цап                                      | Koza                                                 | словацька, чеська                                                     | Іван Острочовський                                                                                            | Не номінований           | [ 77 ]        |
| Словенія                 | Дерево                                   | Drevo                                                | словенська                                                            | Соня Просенк                                                                                                  | Не номінований           | [ 78 ]        |
| Таїланд                  | Як вигравати в шашки (кожен раз)         | พี่ชาย My Hero                                         | тайська                                                               | Джош Кім | Не номінований           | [ 79 ]        |
| Тайвань                  | Вбивця                                   | 聂隐娘                                               | мандаринська                                                          | Хоу Сяосянь                                                                                                   | Не номінований           | [ 80 ]        |
| Туреччина                | Сівас                                    | Sivas                                                | турецька                                                              | Каан Мюждеджі                                                                                                 | Не номінований           | [ 81 ]        |
| Угорщина                 | Син Саула                                | Saul fia                                             | угорська, їдиш, німецька                                              | Ласло Немеш                                                                                                   | «Оскар»                  | [ 10 ] [ 82 ] |
| Уругвай                  | Безмісячна ніч                           | Una noche sin luna                                   | іспанська                                                             | Герман Техейра                                                                                                | Не номінований           | [ 83 ]        |
| Філіппіни                | Генерал Луна                             | Heneral Luna                                         | філіппінська                                                          | Джеррельд Тарок                                                                                               | Не номінований           | [ 84 ]        |
| Фінляндія                | Фехтувальник                             | Miekkailija                                          | естонська                                                             | Клаус Гарьо                                                                                                   | Шорт-лист                | [ 19 ] [ 85 ] |
| Франція                  | Мустанг                                  | Mustang                                              | турецька                                                              | Деніз Ґамзе Ерґювен                                                                                           | Номінація                | [ 9 ] [ 86 ]  |
| Хорватія                 | Зеніт                                    | Zvizdan                                              | хорватська                                                            | Далібор Матанич                                                                                               | Не номінований           | [ 87 ]        |
| Чехія                    | Домашній догляд                          | Domácí péče                                          | чеська                                                                | Славек Горак                                                                                                  | Не номінований           | [ 88 ]        |
| Чилі                     | Клуб                                     | El Club                                              | іспанська                                                             | Пабло Ларраін                                                                                                 | Не номінований           | [ 89 ]        |
| Чорногорія               | Ти мене носиш                            | Ti mene nosiš                                        | хорватська                                                            | Івона Джука                                                                                                   | Не номінований           | [ 90 ]        |
| Швейцарія                | Іракська одіссея                         | Iraqi Odyssey                                        | арабська                                                              | Самір | Не номінований           | [ 91 ]        |
| Швеція                   | Сидів голуб на гілці, міркуючи про буття | En duva satt på en gren och funderade över tillvaron | шведська                                                              | Рой Андерссон                                                                                                 | Не номінований           | [ 92 ]        |
| Японія                   | Кохання за 100 єн                        | 百円の恋                                             | японська                                                              | Масагару Таке                                                                                                 | Не номінований           | [ 93 ]        |

## Зміни
- Спочатку було повідомлено, що Китай висуває копродукційний фільм «Тотем вовка» французького режисера Жана-Жака Ано, але організатори кінопремії «Оскар» проінформували Бюро кінематографії КНР про неможливість включення фільму до кінцевого списку претендентів через недостатню участь громадян Китаю у виробництві[47][94]. У результаті 2 жовтня 2015 року Китай в терміновому порядку був змушений замінити свого претендента — ним стала стрічка «Забирайся, пан Пухлина!» Хань Яна, яка стала однією із найкасовіших фільмів літа в Китаї[47]. Видання The Hollywood Reporter з посиланням на джерела повідомило, що деякі вищі чиновники з Бюро кінематографії КНР зраділи таким перебігом подій, так як китайські кінематографічти почали б протестувати, а кінокомпанії все більше б наймали іноземців[47]. Раніше, бажання висунути свій фільм від Китаю, авторську драму «Гори можуть відступити», хотів режисер Цзя Чжанке, але один із продюсерів «Тотему вовка», Ван Веймін, заявив у соціальній мережі, що «Чжанке такої честі не гідний, а його фільми настільки незрозумілі і „глибокі“, що неможливо додивитися їх до кінця»[95].
- За повідомленнями, Панама висунула документальний фільм «Скринька 25» режисерок Мерседес Аріас і Делфіни Відаль, але він не потрапив до кінцевого списку претендентів[4][66].
- Афганістан висунув фільм «Утопія» режисера Хассана Назера, але Американська кіноакедемія дискваліфікувала його через надмірну кількість англійської мови[16][96]. На думку членів кіноакадемії, він не підпадав під дію пункту «А» статті 13 «Спеціальних правил для фільмів іноземною мовою», згідно з яким «фільми іноземною мовою — це фільми, в яких більшість діалогів відбувається не англійською»[96]. Проте, голова Союзу кінематографістів Афганістану Джаваншир Хайдари відправив лист Кіноакадемії, в якому висловив офіційний протест і заявив, що в «Утопії» лише 37 хвилин герої говорять англійською мовою, а 48 — мовою гінді і дарі[97]. У підсумку, апеляція була задоволена і фільм потрапив до кінцевого списку претендентів[4].

## Інші країни

### Куба та Нігерія
- У 2015 році Куба заявила, що зібрала свій оскарівський відбірковий комітет, однак він більшістю голосів вирішив не відправляти у 2016 році жодного фільму на премію «Оскар».[98]
- У 2015 році Нігерія заявила, що зібрала свій оскарівський відбірковий комітет, який був затверджений Американською кіноакадемією у лютому 2014 року, й комітет розглянув заявки претендентів з 16 червня по 6 липня 2015 року однак він більшістю голосів вирішив не відправляти у 2016 році жодного фільму на премію «Оскар».[99]

### Україна
- У 2015 році Україна не встигла висунути свій фільм-кандидат в призначений термін через зміни у складі відбіркового комітету та процедури відбору, але висловила сподівання, що виконавчий комітет Американської кіноакадемії надасть ще час, зробивши виняток, як у 2006 році для фільму «Аврора» режисерки Оксани Байрак[100].